# 蒙库尔
蒙库尔（法語：Montcourt，法語發音：[mɔ̃kuʁ]）是法国上索恩省的一个市镇，属于沃苏勒区。

## 地理
蒙库尔（47°55'48"N, 5°57'27"E）面积4.92 平方千米，位于法国勃艮第-弗朗什-孔泰大區上索恩省，该省份为法国东部内陆省份，北起顺时针与孚日省、贝尔福地区省、杜省、汝拉省、科多尔省和上马恩省接壤。
与蒙库尔接壤的市镇（或旧市镇、城区）包括：阿默韦勒、布尔贝韦勒、科尔、容韦勒、武热库尔。

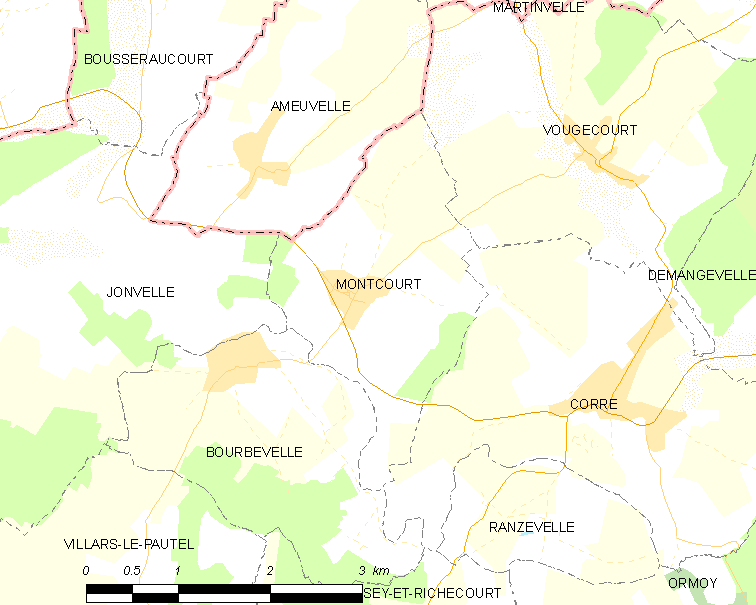
蒙库尔的OSM定位图

蒙库尔的时区为UTC+01:00、UTC+02:00（夏令时）。

## 行政
蒙库尔的邮政编码为70500，INSEE市镇编码为70359。

## 政治
蒙库尔所属的省级选区为瑞塞县。

## 人口

1962-2008年间蒙库尔人口变化图示

蒙库尔于2022年1月1日时的人口数量为52人。